# 蕨岱駅
蕨岱駅（わらびたいえき）は、かつて北海道（渡島総合振興局）山越郡長万部町字蕨岱にあった北海道旅客鉄道（JR北海道）函館本線の駅（廃駅）。駅番号はS31であった。電報略号はタイ。事務管理コードは▲140131。
当駅は、JRの駅を五十音順に並べたとき最後になる駅であった。

## 歴史

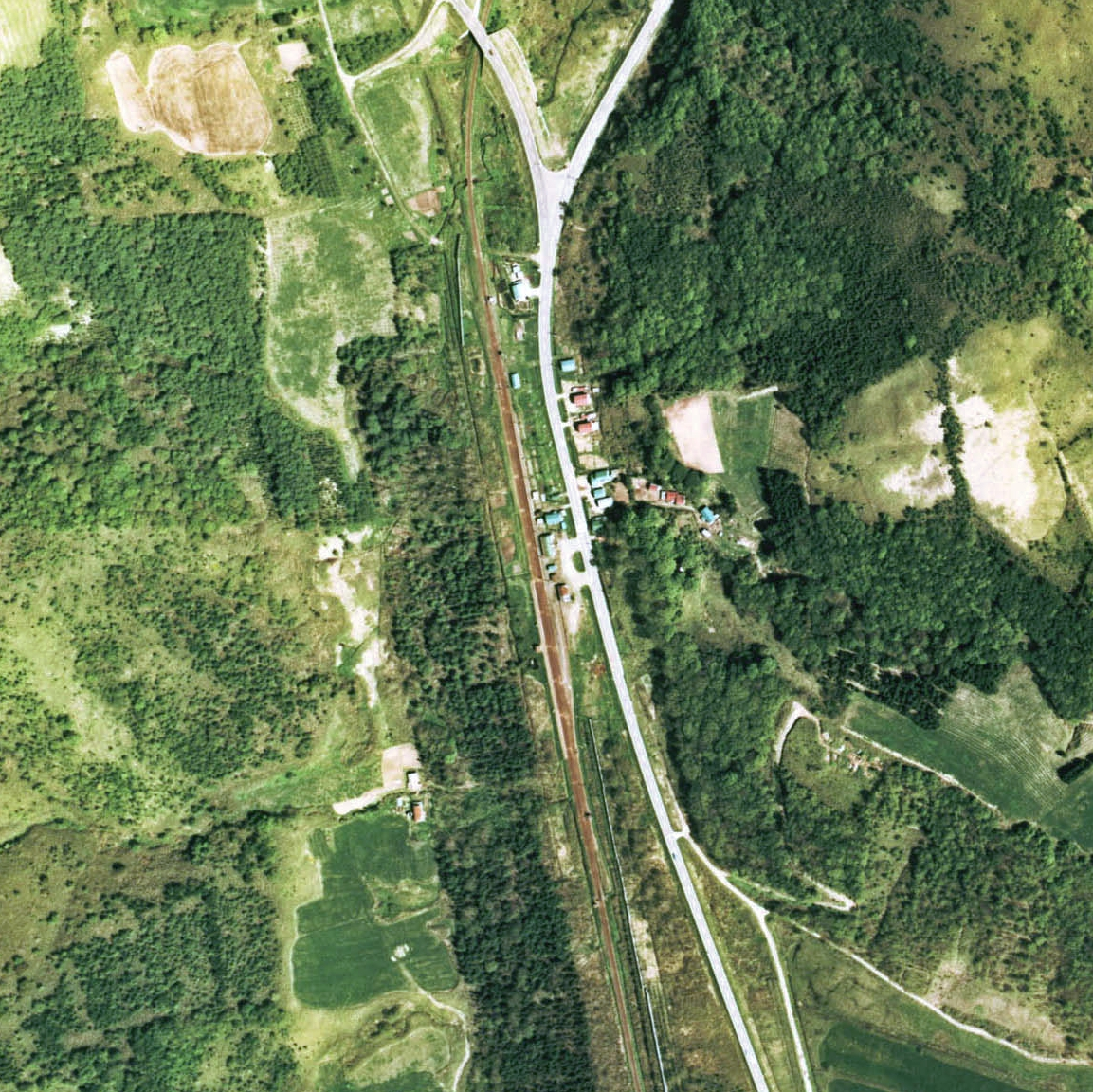
1976年の蕨岱駅と周囲約750m範囲。下が長万部方面。

- 1904年（明治37年）10月15日：北海道鉄道の駅として、二股駅 - 黒松内駅間に新設開業[5][6][7]。一般駅[8]。
- 1907年（明治40年）7月1日：北海道鉄道の国有化に伴い、国有鉄道に移管[6][7]。
- 1909年（明治42年）10月12日：国有鉄道線路名称制定に伴い、函館本線の駅となる[6][7]。
- 1949年（昭和24年）6月1日：日本国有鉄道法施行に伴い、日本国有鉄道（国鉄）に継承。
- 1975年（昭和50年）2月7日：貨物取扱い廃止[8]。
- 1984年（昭和59年）2月1日：荷物取扱い廃止[8]。
- 1986年（昭和61年）11月1日：交換設備を廃止、同時に無人化[9]。
- 1987年（昭和62年）
  - 1月：旧駅舎撤去、貨車駅舎に改築。
  - 4月1日：国鉄分割民営化に伴い、北海道旅客鉄道（JR北海道）に継承[8]。
- 2007年（平成19年）10月1日：駅ナンバリングを実施[JR北 1]。
- 2016年（平成28年）6月2日：同じ長万部町の北豊津駅、森町の東山駅、姫川駅、桂川駅と共に、JR北海道から各自治体に対して、2017年（平成29年）3月実施予定のダイヤ改正に合わせて廃止の意向が示されていることが報道される[新聞 1]。その後、長万部町は当駅の廃止を容認[新聞 2]。
- 2017年（平成29年）3月4日：利用者減少とダイヤ改正に伴い、廃止[JR北 2]。

### 駅名の由来
所在地名より。地名は、アイヌ語の「ワルンペフㇽ（warunpe-hur）」（ワラビ・坂）に由来するとされるが、定かではない。この説については、昔、この附近一帯にワラビが繁茂していたことから付けられたとされる。

## 駅構造
単式ホーム1面1線を有する地上駅であった。ホームは線路の東側（旭川方面に向かって右手側、旧1番線）に存在する。転轍機を持たない棒線駅となっている。かつては相対式ホーム2面2線を有する地上駅で、列車交換可能な交換駅であった。当時は互いのホームは駅舎側ホーム南側と対向側ホーム北側部分を結んだ構内踏切で連絡していた。千鳥式に近い配置で、駅舎側（東側）ホームが上りの1番線、対向側ホームが下りの2番線となっていた。上下線共に安全側線を有していた。そのほか1番線函館方からホーム南側まで戻る形の行き止りの側線（貨物側線）を1線有していた。使われなくなった2番線及び側線は、交換設備運用廃止後は1993年（平成5年）3月までには撤去されていた。
長万部駅管理の無人駅だった。駅舎は構内の西側に位置しホーム中央部分に接していた。有人駅時代の駅舎は撤去され、ヨ3500形車掌車改造の貨車駅舎が設置されていた。

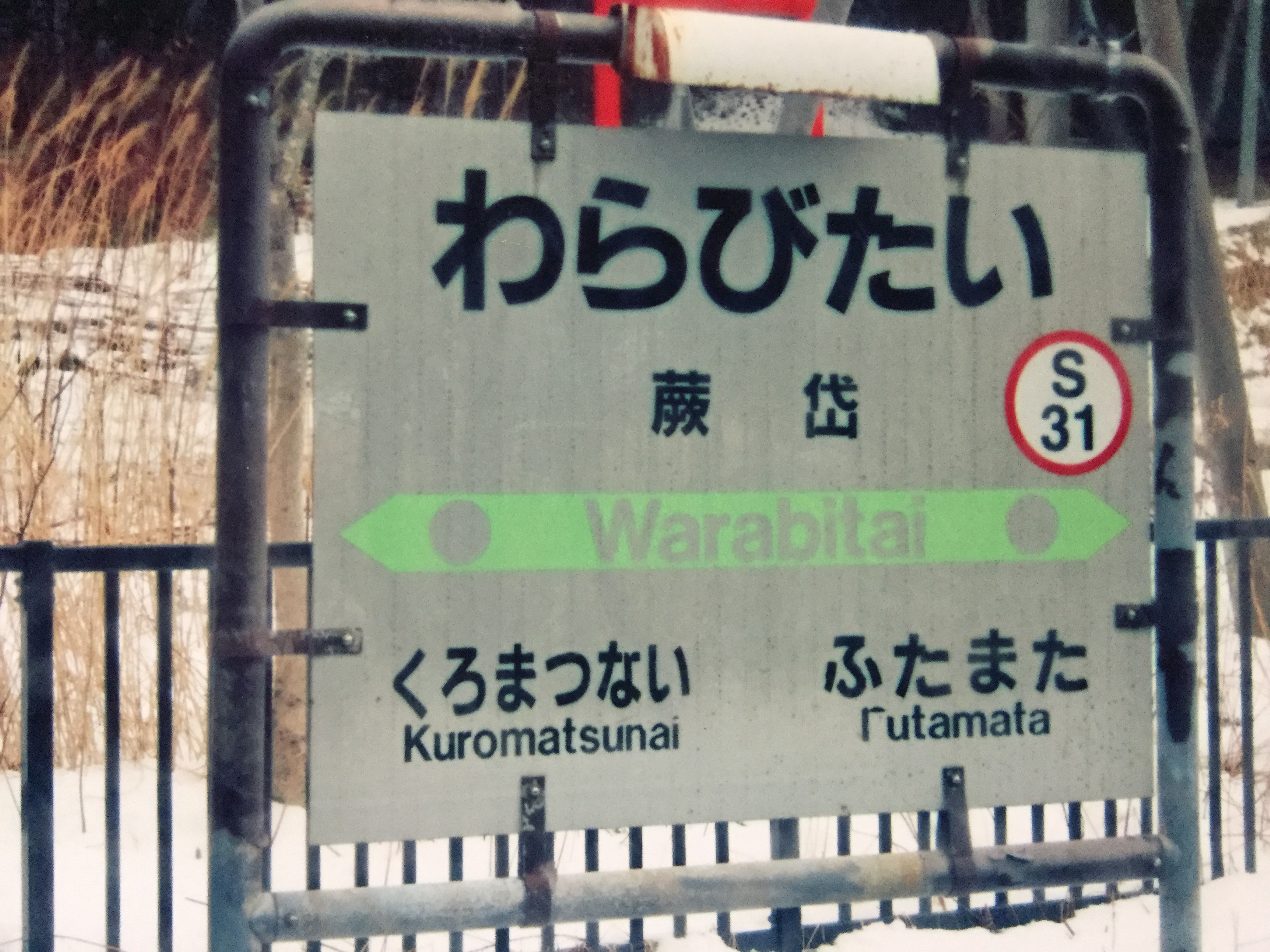
駅名標
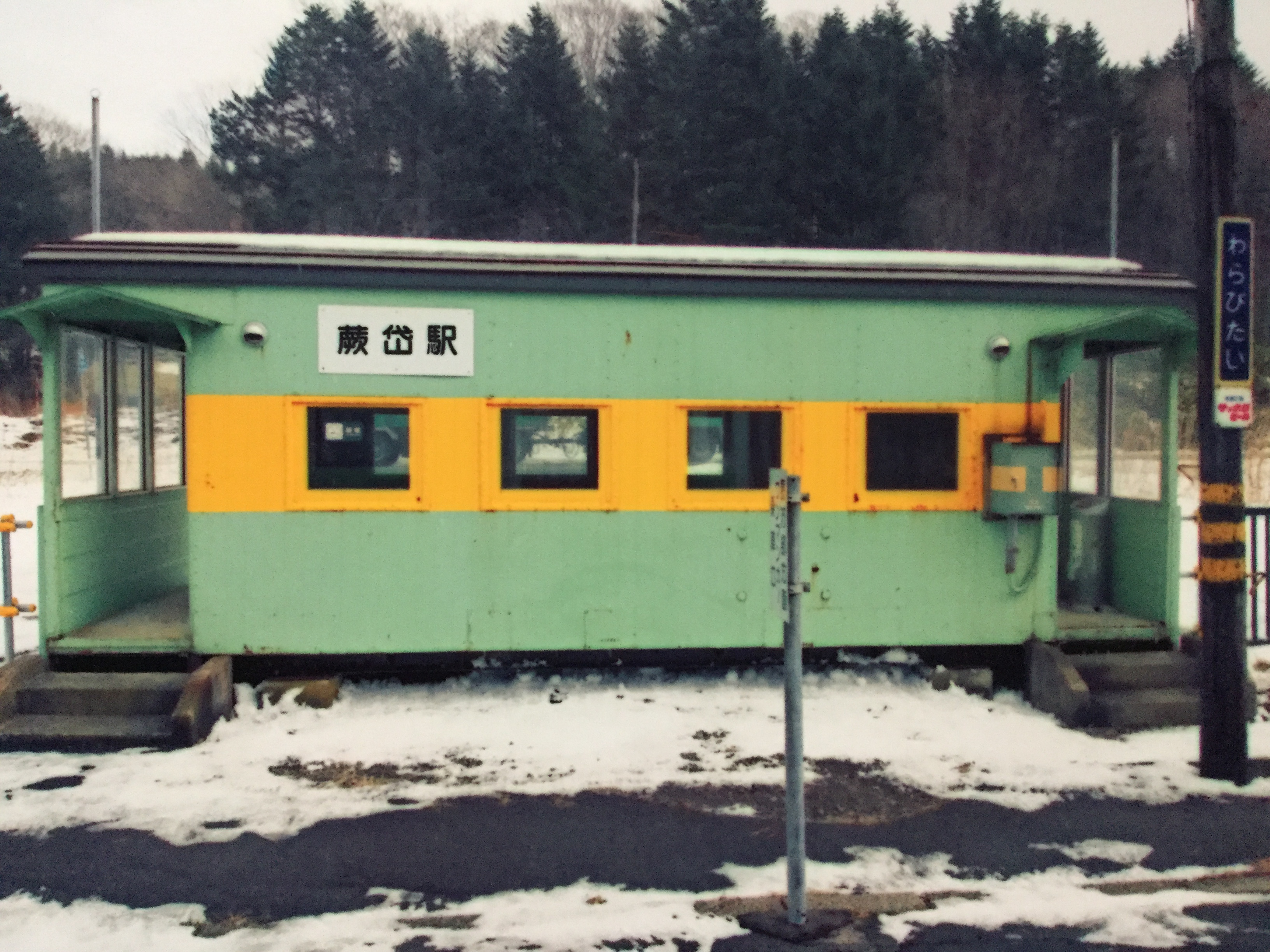
駅舎（ホーム側）

## 利用状況
乗車人員の推移は以下の通り。年間の値のみ判明している年度は日数割で算出した参考値を括弧書きで示す。出典が「乗降人員」となっているものについては1/2とした値を括弧書きで乗車人員の欄に示し、備考欄で元の値を示す。
また、「JR調査」については、当該の年度を最終年とする過去5年間の各調査日における平均である。
| 年度               | 乗車人員（人） | 乗車人員（人） | 乗車人員（人） | 出典       | 備考                |
| 年度               | 年間           | 1日平均        | JR調査         | 出典       | 備考                |
| ------------------ | -------------- | -------------- | -------------- | ---------- | ------------------- |
| 1978年（昭和53年） |                | 26.0           |                | [ 16 ]     |                     |
| 1981年（昭和56年） |                | (11.5)         |                | [ 14 ]     | 1日乗降客数は23人。 |
| 1992年（平成4年）  |                | (4.0)          |                | [ 13 ]     | 1日乗降客数は8人。  |
| 2015年（平成27年） |                |                | 「10名以下」   | [ JR北 3 ] |                     |

## 駅周辺
長万部方から15.2‰の勾配を上り詰めた頂上（標高94.0m）の附近（標高91.6m地点）に位置する。駅周辺は山の中で、白樺の疎林の中で熊笹が繁茂し、5月にはミズバショウが咲く。
- 蕨岱集落
- 国道5号
- 北海道道9号寿都黒松内線
- 旧長万部町立蕨岱小学校
- 黒松内岳 - 駅の西。標高740m。
- ニセコバス「ワラビタイ」停留所[17]
- 蕨岱稲荷神社

## 隣の駅
北海道旅客鉄道（JR北海道）
■函館本線
二股駅 (S32) - 蕨岱駅 (S31)  - 黒松内駅 (S30)